# Janet Moreau
Janet Teresa Moreau (Pawtucket, Estats Units 1927 – 30 de juny de 2021) va ser una atleta nord-americana guanyadora d'una medalla olímpica.

## Biografia
Va néixer el 26 d'octubre de 1927 a la ciutat de Pawtucket, població situada a l'estat de Rhode Island.

## Carrera esportiva
Especialista en proves de velocitat, va participar als 24 anys en els Jocs Olímpics d'Estiu de 1952 realitzats Hèlsinki (Finlàndia), on va aconseguir guanyar la medalla d'or en el relleus 4x100 metres al costat de les corredores afroamericanes Mae Faggs, Barbara Jones i Catherine Hardy, establint un nou rècord del món amb un temps de 45.9 segons. Així mateix participà en la prova dels 100 metres llisos, on fou eliminada en segona ronda.
L'any 1951 aconseguí guanyar la medalla d'or en la prova de relleus 4x100 metres en els Jocs Panamericans realitzats a Buenos Aires (Argentina). En aquests mateixos Jocs finalitzà sisena en la prova dels 100 metres llisos.